# High School Musical (franquicia)
High School Musical es una franquicia de medios globalmente reconocido por la fama de su producción de películas musicales, producida por Disney Channel Original Productions y Walt Disney Pictures, creada en 2006 por Peter Barsocchini. Los protagonistas de las películas son Zac Efron, Vanessa Hudgens, Ashley Tisdale, Lucas Grabeel, Corbin Bleu y Monique Coleman.
La película original fue lanzada en televisión, como una película original de Disney Channel.
Tras su gran éxito, fue seguida por una secuela de la misma condición. La tercera película, en cambio, recibió un primer lanzamiento en los cines bajo la producción de Walt Disney Pictures. Ashley Tisdale retoma su papel como Sharpay Evans en un spin-off de la serie titulado Sharpay's Fabulous Adventure.
En noviembre de 2019 fue estrenada en la plataforma de streaming Disney+ la serie High School Musical: el musical: la serie, sobre un club de teatro de instituto que trabaja para interpretar el musical sobre la película.

## Serie de películas

### High School Musical(2006)
High School Musical fue lanzado el 20 de enero de 2006, como una Película Disney Channel, esta es la más exitosa jamás producida de su tipo. La película fue la más vista de Disney Channel en 2006, con 7,7 millones de espectadores para su transmisión en estreno en los Estados Unidos y 789,000 espectadores para su estreno de UK. Fue el primer DCOM en ser emitido por la BBC el 29 de diciembre de 2006, ha sido vista por más de 225 millones de personas en todo el mundo.
El elenco principal de la primera película estaba compuesto por Zac Efron, Vanessa Hudgens, Ashley Tisdale y Lucas Grabeel, cantando la mayoría de las canciones. Troy es el capitán del equipo de baloncesto de su escuela, mientras que Gabriella, es una estudiante tímida, interesada en las ciencias y las matemáticas, recién llegada a la preparatoria de East High School. Tras enamorarse, intentan obtener los papeles principales en el musical de su escuela, causando la división entre sus respectivas amistades.

### High School Musical 2(2007)
Los "Wildcats" de la secundaria East High, están listos para divertirse como nunca ahora que han llegado las vacaciones de verano. Troy se llena de entusiasmo cuando le ofrecen un trabajo en un club llamado "Lava Springs", pero todo es parte del plan de Sharpay para alejarlo de Gabriella. El plan de Sharpay no resulta como ella lo esperaba, ya que el encargado del club Thomas Fulton (Mark L. Taylor) contrata a la secundaria completa, por lo que Sharpay idea otro plan. Sharpay le presenta a Troy a sus padres, junto a gente influyente de las mejores universidades, y lo tienta con una beca si canta con ella en el festival de talentos del Club de Campo. Su hermano, Ryan Evans, al ver que Sharpay piensa dejarlo de lado en el festival, decide unirse al resto de sus compañeros de East High, los ayuda a preparar su actuación para el festival. Sharpay al saberlo, consigue que los chicos no puedan participar en el festival. Troy cada vez pasa más tiempo con Sharpay y con la gente de la alta sociedad, alejándose de sus amigos y de su novia, Gabriella Montez.
Gabriella deja el club de campo, pues solo había ido a trabajar allí para pasar tiempo con Troy, pero él está demasiado ocupado intentando conseguir su beca.Troy se da cuenta de que sus amigos son más importantes y le dice a Sharpay que no actuará con ella y se reconcilia con Gabriella. Ryan le pide a Troy que actúe con Sharpay pero con una canción nueva. Cuando llega el momento de la actuación, Sharpay no sabe nada de la nueva canción y es que Ryan lo ha arreglado todo para que Troy salga a cantar y quien le acompañe sea Gabriella. El premio del festival parece que va a ser para Sharpay, pero antes de que anuncien al ganador, ella toma el premio y se lo entrega a su hermano Ryan. La película finaliza con el esperado beso entre Troy y Gabriella y una escena musical en la piscina del club.

### High School Musical 3: Senior Year(2008)
Troy y Gabriella acaban el último año y deben enfrentarse a la perspectiva de una separación, ya que su futuro universitario toma direcciones diferentes. Junto al resto de los Wildcats, ponen en escena un elaborado musical de primavera que refleja sus experiencias, esperanzas y miedos de cara al futuro.

### Sharpay's Fabulous Adventure(spin-off) (2011)
Se estrenó en 2011 como una Película Disney Channel y es un spin-off de la trilogía anterior, protagonizada por Ashley Tisdale. Sharpay ya se ha graduado, y ella y su cachorro Boi están listos y refrescados para los retos que les esperan en Nueva York. Ahí consigue ganar un concurso y un contrato para convertirse en estrella, pero ahora, por un malentendido, Sharpay se dará cuenta de que el contrato no era para ella sino para su cachorro: Boi Evans. Ella esperando ganar algo de fama con esto, sigue la corriente y convierte a su mascota en el perro más popular de Nueva York, pero no logra aumentar su popularidad y ya cansada de ser la esclava de su mascota, Sharpay tendrá que demostrarle a todos que a ella no volverán a robarle el protagonismo de nuevo.

## Elenco
Anexo:Personajes de High School Musical
| Personaje        | Película            | Película              | Película                           | Película                     |
| Personaje        | High School Musical | High School Musical 2 | High School Musical 3: Senior Year | Sharpay's Fabulous Adventure |
| ---------------- | ------------------- | --------------------- | ---------------------------------- | ---------------------------- |
| Troy Bolton      | Zac Efron           | Zac Efron             | Zac Efron                          |                              |
| Gabriella Montez | Vanessa Hudgens     | Vanessa Hudgens       | Vanessa Hudgens                    |                              |
| Sharpay Evans    | Ashley Tisdale      | Ashley Tisdale        | Ashley Tisdale                     | Ashley Tisdale               |
| Chad Danforth    | Corbin Bleu         | Corbin Bleu           | Corbin Bleu                        |                              |
| Ryan Evans       | Lucas Grabeel       | Lucas Grabeel         | Lucas Grabeel                      | Lucas Grabeel                |
| Taylor McKessie  | Monique Coleman     | Monique Coleman       | Monique Coleman                    |                              |
| Kelsi Nielsen    | Olesya Rulin        | Olesya Rulin          | Olesya Rulin                       |                              |
| Zeke Baylor      | Chris Warren Jr.    | Chris Warren Jr.      | Chris Warren Jr.                   |                              |
| Jason Cross      | Ryne Sanborn        | Ryne Sanborn          | Ryne Sanborn                       |                              |
| Martha Cox       | Kaycee Stroh        | Kaycee Stroh          | Kaycee Stroh                       |                              |
| Señora Darbus    | Alyson Reed         | Alyson Reed           | Alyson Reed                        |                              |
| Jack Bolton      | Bart Johnson        | Bart Johnson          | Bart Johnson                       |                              |
| Señora Bolton    | Leslie Wing Pomeroy | Leslie Wing Pomeroy   | Leslie Wing Pomeroy                |                              |
| Señora Montez    | Socorro Herrera     |                       | Socorro Herrera                    |                              |
| Director Matsui  | Joey Miyashima      |                       | Joey Miyashima                     |                              |
| Vance Evans      |                     | Robert Curtis Brown   | Robert Curtis Brown                | Robert Curtis Brown          |
| Darby Evans      |                     | Jessica Tuck          | Jessica Tuck                       | Jessica Tuck                 |
| Señor Fulton     |                     | Mark L. Taylor        |                                    |                              |
| Tiara Gold       |                     |                       | Jemma McKenzie-Brown               |                              |
| Donny Dion       |                     |                       | Justin Martin                      |                              |
| Jimmie Zara      |                     |                       | Matt Prokop                        |                              |
| Señor Danforth   |                     |                       | David Reivers                      |                              |
| Señora Danforth  |                     |                       | Yolanda Wood                       |                              |

## Discografía
La banda sonora de la película fue la más vendida en Estados Unidos durante el año 2006.

### Soundtracks
- 2006: High School Musical
- 2007: High School Musical 2
- 2008: High School Musical 3: Senior Year
- 2011: Sharpay's Fabulous Adventure

### Álbumes en vivo
- 2007: High School Musical: The Concert

### Álbumes Remixes
- 2007: High School Musical Hits Remixed
- 2007: High School Musical 2 Non-Stop Dance Party

## Crítica
| Película                           | Rotten Tomatoes   | Rotten Tomatoes     | Metacritic      | CinemaScore | IMDb               | FilmAffinity       |
| Película                           | Crítica           | Audiencia           | Metacritic      | CinemaScore | IMDb               | FilmAffinity       |
| ---------------------------------- | ----------------- | ------------------- | --------------- | ----------- | ------------------ | ------------------ |
| High School Musical                | 56% (9 reseñas)   | 74% (470 901 votos) | -               | -           | 5.3 (70 137 votos) | 4.6 (10 913 votos) |
| High School Musical 2              | 57% (7 reseñas)   | 72% (303 377 votos) | 72 (23 reseñas) | -           | 4.9 (47 583 votos) | 4.1 (6 660 votos)  |
| High School Musical 3: Senior Year | 65% (127 reseñas) | 71% (254 094 votos) | 57 (26 reseñas) | A           | 4.7 (50 984 votos) | 4.1 (8 154 votos)  |
| Sharpay's Fabulous Adventure       | -                 | 43% (1 039 votos)   | -               | -           | 4.8 (5 222 votos)  | 3.8 (438 votos)    |
| Promedio                           | 59%               | 65%                 | 65%             | A           | 4.9                | 4.1                |

## En otros medios

### Adaptaciones internacionales
Anexo:Adaptaciones Internacionales De High School Musical
Luego de batir récords de audiencia en América Latina, Diego Lerner, presidente The Walt Disney Company América Latina y gerente general de Disney Channel, anunció las adaptaciones localizadas para Argentina, Brasil y México. Además, también hay una adaptación para China.

### Gira de conciertos
Artículo principal: High School Musical The Concert
La gira de "High School Musical: The Concert" comenzó el 29 de noviembre de 2006, comienza en San Diego, California. La gira continuó hasta el 28 de enero de 2007, se llevó a cabo en las principales ciudades alrededor de los Estados Unidos, Canadá y América Latina. El concierto incluye todos los miembros del elenco original, excepto por Zac Efron, quien estaba en grabación de Hairspray. Efron fue reemplazado por Drew Seeley (cuya voz fue mezclada con la de Efron durante la película). El concierto incluye las canciones originales de la película, así como canciones de Vanessa Hudgens, Ashley Tisdale y Corbin Bleu.

### Teatro Musical
Artículo principal: High School Musical (musical)
High School Musical fue adaptada para una etapa musical comenzando a principios de 2006 con dos versiones: una obra de teatro de una ley de 70 minutos de duración y un álbum musical de la Ley de dos. El 1 de agosto de 2006, Playbill anunció que el campamento de teatro de verano de Stagedoor Manor, aparece en la película Camp, sería el primer lugar para producir High School Musical sobre el escenario. Del Pacífic Repertory Theatre School of Dramatic Arts organizaron el estreno de California en 2007, que fue revivido en 2008. Desde principios de 2007, aunque al final de julio, North Shore Music Theatre en Beverly, Massachusetts tenía una producción de High School Musical que incluía actor Andrew Keenan-Bolger de Broadway como Ryan y Kate Rockwell, semifinalista en grasa: eres el único que I Want!, como Sharpay. High School Musical 2 fue adaptar más tarde a una etapa musical comenzando a finales de 2008. Ambas versiones teatrales incluye "Hummuhummunukunukuapua'a", una canción cortada de la película, pero incluyó en el DVD. Una vez más, Pacífico Repertory Theatre School of Dramatic Arts presenta el estreno de la costa oeste de High School Musical 2 en enero de 2009. La producción fue dirigida por el fundador de PacRep Stephen Moorer, quien anteriormente dirigió el estreno de California de la primera High School Musical.

### Reality Shows
Artículo principal: High School Musical: Get In The Picture
Durante julio y agosto de 2008, ABC transmitió una competencia basada en la serie, High School Musical: Get in the Picture conducido por Nick Lachey. El ganador de la serie apareció en un video musical durante los créditos de High School Musical 3.

### Disney Sobre Hielo
"Feld Entertainment" produjo gira mundial titulada, High School Musical: The Ice Tour que tenía su estreno en Nueva York el 29 de septiembre de 2007. El reparto incluía a Jordan Brauninger y a Bradley Santer.
El show contenía elementos y canciones de las dos primeras películas, y en las últimas fechas del tour, un adelanto de High School Musical 3: Senior Year.

### Libros y publicaciones
En el 2007 Disney puso a la venta una serie de novelas bajo el título "Stories from East High" basadas íntegramente en la adaptación cinematográfica. En Brasil, las novelas fueron traducidas por Editora Abril.

### Videojuegos
Disney Interactive Studios ha producido 6 juegos de video basados en la serie de High School Musical, todos tomando el tema de música con la incorporación de canciones y elementos de las películas.